# José Franquet Dara

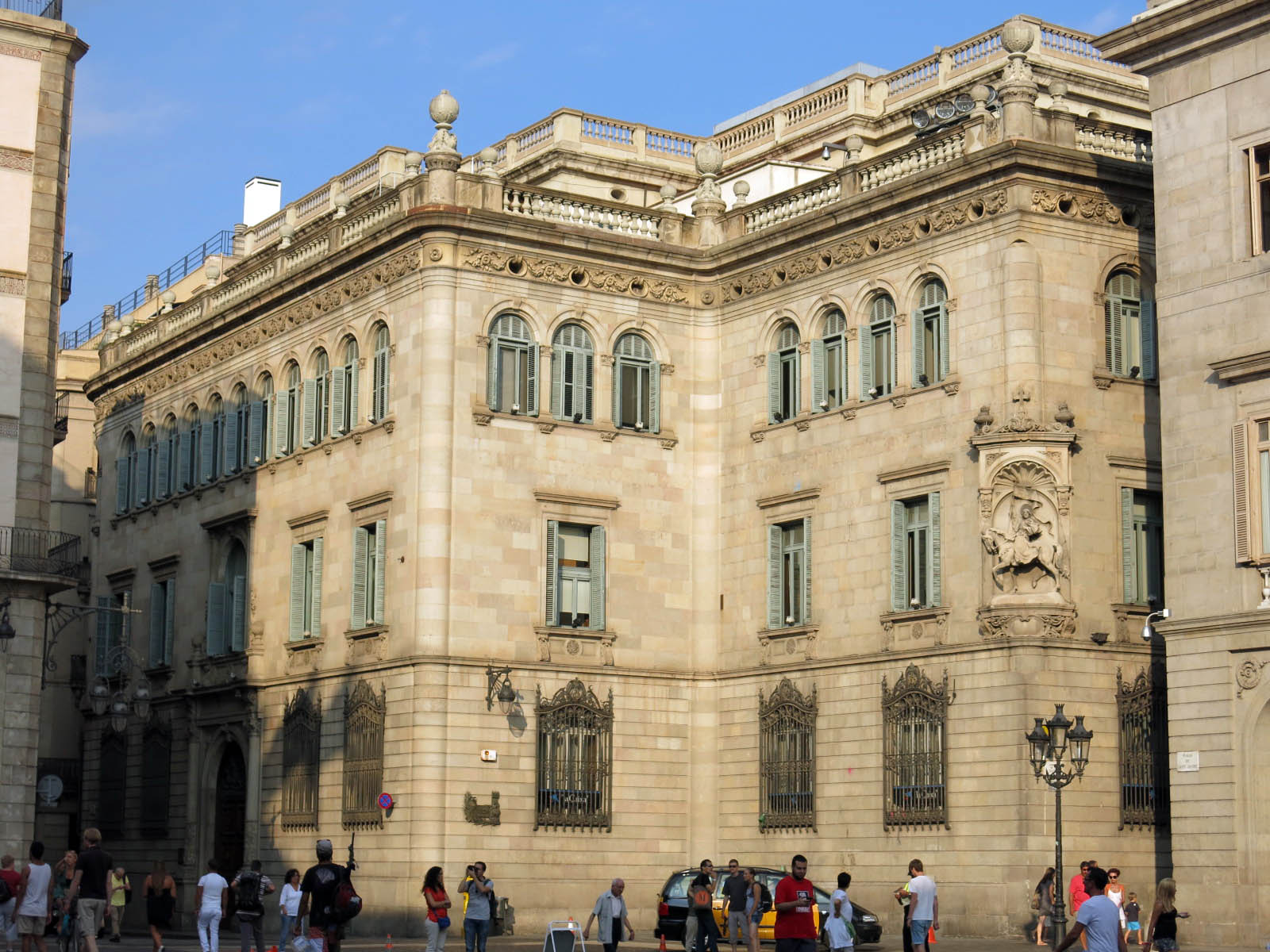
Sede histórica de la «Caja de Barcelona» en la Plaza San Jaime de Barcelona, de la que Franquet Dara fue director general entre 1918 y 1928.

José Franquet Dara (Zaragoza, 1845 — Barcelona, 1929), XIII barón de Purroy, fue abogado (Bolonia), diputado a Cortes (1872-1873), y director general de la Caja de Barcelona (1918-1928).
Nació en Zaragoza en 1845. Sus padres eran María Luisa Dara Zamora (1807-1888) —hermana del X barón de Purroy  (1800-1853)— y de su segundo esposo Cirilo Franquet y Bertrán, con quien había casado tras el fallecimiento de su primer marido, Miguel Vidal Soler. 
Estudió en el colegio de los escolapios de Valencia y se licenció en Derecho en la Universidad de Bolonia (entonces Estados Pontificios, hoy Italia). Fue Diputado a Cortes por el distrito de Gandesa (Tarragona). Su familia eran propietarios agrícolas en Tortosa y Ulldecona. Fue miembro del Instituto Agrícola Catalán de San Isidro, de la Cámara Agrícola de Tortosa, de la Federación agrícola catalana-balear, entre otras.
Estuvo vinculado durante treinta años a la Caja de Ahorros y Monte de Piedad de Barcelona, más conocida como "Caja de Barcelona". Nombrado Vocal del Consejo (1899), Secretario (1900-1907), Vocal nuevamente (1908-1912), director tercero (1913-1915), director segundo (1916-1917) y director primero (1918-1928), continuando de Vocal hasta su fallecimiento.
Durante su etapa, se constituyó el cuerpo de tasadores de la entidad.
Falleció el 21 de febrero de 1929, cuando contaba 84 años de edad.